# Hannivka, Hlobîne
Hannivka (în ucraineană Ганнівка) este un sat în așezarea urbană Hradîzk din raionul Hlobîne, regiunea Poltava, Ucraina.

## Demografie
Componența lingvistică a localității Hannivka
     Ucraineană (95,83%)
     Rusă (3,57%)
     Alte limbi (0,6%)
Conform recensământului din 2001, majoritatea populației localității Hannivka era vorbitoare de ucraineană (95,83%), existând în minoritate și vorbitori de rusă (3,57%).